# Letheobia rufescens
Letheobia rufescens är en ormart som beskrevs av Chabanaud 1916. Letheobia rufescens ingår i släktet Letheobia och familjen maskormar. Inga underarter finns listade i Catalogue of Life.
Denna orm förekommer i Centralafrikanska republiken och i norra delen av Kongo-Kinshasa. Utbredningsområdet ligger cirka 800 meter över havet. Letheobia rufescens vistas i fuktiga skogar. Individerna gräver i lövskiktet och i det översta jordlagret. Honor lägger ägg.
För beståndet är inga hot kända. Hela populationen anses vara stabil. IUCN listar arten som livskraftig (LC).